# Miguel Ramon Albiach Chisbert
Miguel Ramon Albiach Chisbert (Riba-roja de Túria, 1 de juliol de 1966) és un polític valencià, diputat al Congrés dels Diputats en la vii Legislatura.

## Biografia
Va començar estudis de dret, però no va acabar la carrera. Afiliat al Partido Popular, a les eleccions municipals espanyoles de 1999 fou escollit tinent d'alcalde de Riba-roja de Túria. També fou elegit diputat per València a les eleccions generals espanyoles de 2000 en substitució de Gerardo Camps Devesa i ha estat vocal de la Comissió d'Agricultura i Pesca del Congrés dels Diputats.
Posteriorment ha continuat com a tinent d'alcalde de Riba-roja de Túria i hi és coordinador de la comissió de turisme de la Federació Valenciana de Municipis i Províncies.